# HWA AG
Pour les articles homonymes, voir HWA.

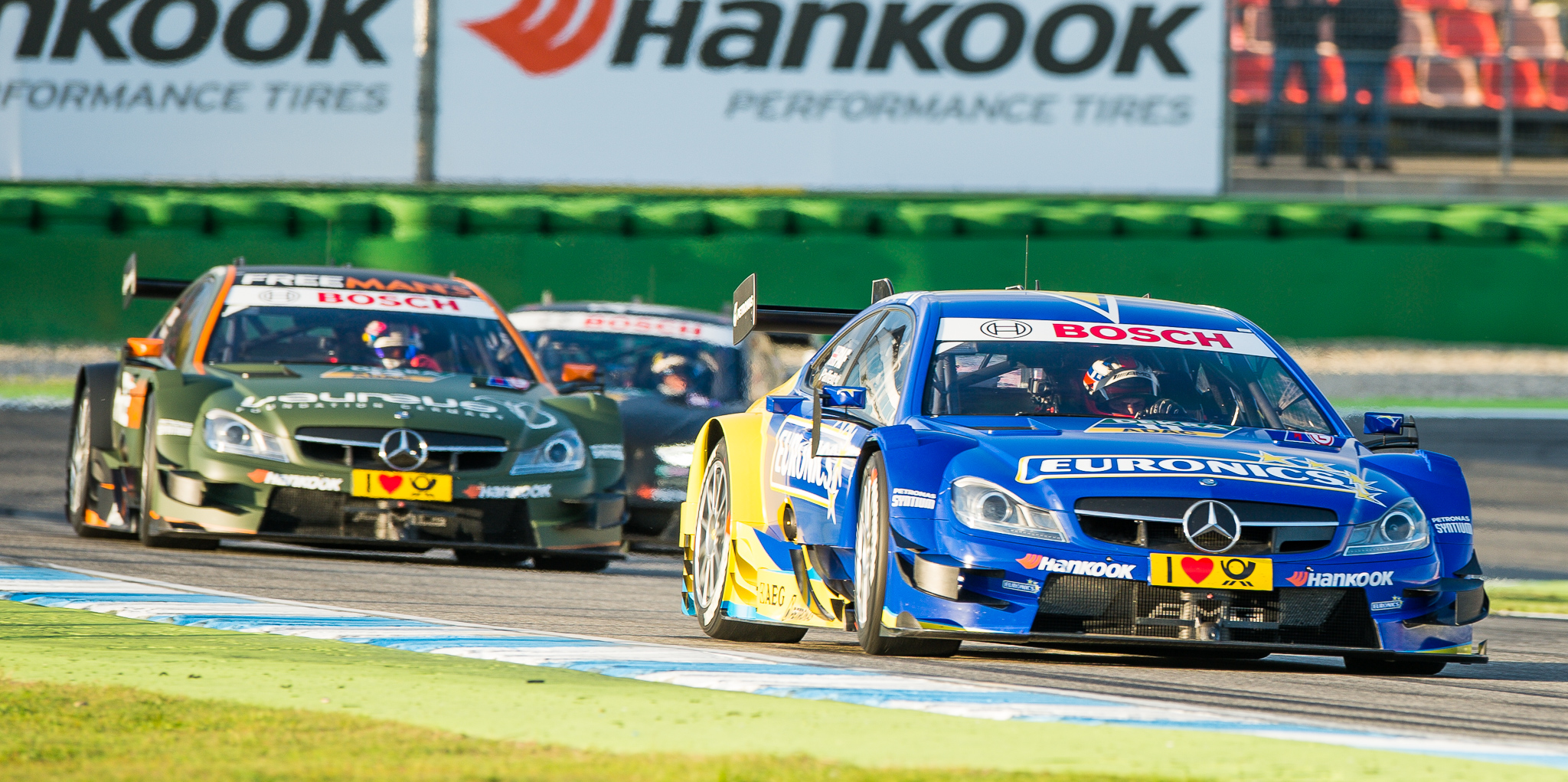
Paffett et Wickens pour HWA en 2014.

H.W.A. GmbH, ou plus généralement HWA, est le département compétition de la société de préparation automobile Mercedes-AMG, et participe en tant qu'écurie au championnat allemand de DTM. L'équipe HWA est l'une des plus prestigieuses écuries dans l'histoire du championnat DTM, avec la conquêtes de 6 titres du championnat des pilotes. 
En 2018, l’équipe s'engage en Formule E avec pour pilotes Gary Paffett et Stoffel Vandoorne.

## Historique
Le nom de l'écurie trouve son origine chez son fondateur Hans Werner Aufrecht, dont les initiales forment le nom l'écurie. 
En décembre 2006, la société est devenue HWA AG avec l'entrée au capital de l'Autrichien Toto Wolff.

## Palmarès
- 1988: Début de DTM
- 1989: 4e au championnat DTM
- 1990: 3e au championnat DTM
- 1991: 2e au championnat DTM
- 1992: 1er au championnat DTM
- 1993: 2e au championnat DTM
- 1994: 1er au championnat DTM
- 1995: 1er au championnat DTM
- 2000: 1er au championnat DTM
- 2001: 1er au championnat DTM
- 2002: 2e au championnat DTM
- 2003: 1er au championnat DTM
- 2005: 1er au championnat DTM
- 2006: 1er au championnat DTM
- 2010: 1er au championnat DTM
- 2018: 1er au championnat DTM

## Résultats en championnat de Formule E FIA
| Saison    | Écurie      | Châssis       | Moteur        | Pneus    | Pilotes                        | Nombre de e-prix | Points | Classement |
| --------- | ----------- | ------------- | ------------- | -------- | ------------------------------ | ---------------- | ------ | ---------- |
| 2018-2019 | HWA Racelab | Spark-Venturi | Venturi VFE05 | Michelin | Gary Paffett Stoffel Vandoorne | 13               | 44     | 9e         |

## Résultats en championnat de Formule 2
| Saison | Écurie          | Châssis | Moteur     | Pilotes                                                               | Courses disputées | Victoires | Pole positions | Podiums | Records du tour | Points | Classement |
| ------ | --------------- | ------- | ---------- | --------------------------------------------------------------------- | ----------------- | --------- | -------------- | ------- | --------------- | ------ | ---------- |
| 2020   | BWT HWA Racelab | Dallara | Mecachrome | Giuliano Alesi Artem Markelov Jake Hughes Théo Pourchaire             | 24                | 0         | 0              | 0       | 0               | 13     | 10e        |
| 2021   | BWT HWA Racelab | Dallara | Mecachrome | Matteo Nannini Alessio Deledda Jack Aitken Jake Hughes Logan Sargeant | 23                | 0         | 0              | 0       | 0               | 9      | 11e        |

## Résultats en championnat FIA de Formule 3
| Saison | Écurie      | Châssis | Moteur     | Pilotes                                           | Courses disputées | Victoires | Pole positions | Podiums | Records du tour | Points | Classement |
| ------ | ----------- | ------- | ---------- | ------------------------------------------------- | ----------------- | --------- | -------------- | ------- | --------------- | ------ | ---------- |
| 2019   | HWA Racelab | Dallara | Mecachrome | Bent Viscaal Jake Hughes Keyvan Andres            | 16                | 1         | 1              | 4       | 2               | 100    | 5e         |
| 2020   | HWA Racelab | Dallara | Mecachrome | Enzo Fittipaldi Jake Hughes Jack Doohan           | 18                | 2         | 0              | 4       | 3               | 138,5  | 5e         |
| 2021   | HWA Racelab | Dallara | Mecachrome | Matteo Nannini Oliver Rasmussen Rafael Villagómez | 20                | 1         | 0              | 2       | 0               | 44     | 7e         |